# Zdenka Samková
Zdenka Samková (23. června 1920 - ???) byla česká a československá politička Komunistické strany Československa a poslankyně Sněmovny lidu Federálního shromáždění za normalizace.

## Biografie
K roku 1971 se profesně uvádí jako dělnice. Po volbách roku 1971 zasedla do Sněmovny lidu (volební obvod č. 85 - Žamberk, Východočeský kraj). Ve FS setrvala do konce funkčního období, tedy do voleb roku 1976.